# Hans Sturm
Hans Stürm (21 de enero de 1874 – 17 de enero de 1933) fue un actor, guionista y dramaturgo alemán. 

## Biografía
Nacido en Dresde, Alemania, en aquel momento parte del Imperio alemán, Sturm inició su carrera como actor en los años 1920 en Potsdam. En sus comienzos trabajó como actor y director en el teatro de Louise Dumont, el Düsseldorfer Schauspielhaus. En ambas funciones Sturm colaboraba con el Leipziger Schauspielhaus antes del inicio de la Primera Guerra Mundial. Más adelante, Hans Sturm se mudó a Berlín, donde se ocupó como director y escritor teatral, elaborando un gran número de obras de carácter alegre a partir del año 1913. Su comedia Der ungetreue Eckehart se llevó a la pantalla en los años 1931 y 1939, estrenándose en 1928 una versión muda titulada Don Juan in der Mädchenschule. 
Sturm empezó a actuar en el cine en 1918, justo antes de finalizar la guerra, actuando para dos películas de Paul Wegener, director que le ofreció dos años después el papel del rabino Jehuda en el legendario film El Golem. Más adelante actuó y colaboró en el guion de otra película de Wegener, el drama Lebende Buddhas, en el cual encarnó al profesor Campbel. A partir de entonces, Hans Sturm trabajó en el guion de diferentes producciones mudas, entre ellas el film Liebe und Trompetenblasen. Su único guion de la época sonora fue la cinta Trara um Liebe, dirigida por Richard Eichberg, con quien había colaborado en varias ocasiones en el cine mudo.
Hans Sturm falleció en 1933 en Berlín, Alemania .

## Filmografía

### Como actor
- 1918: Der fremde Fürst
- 1918: Der Rattenfänger
- 1920: El Golem
- 1921: Der verlorene Schatten
- 1921: Der Stier von Olivera
- 1921: Lady Hamilton
- 1922: Das Spiel mit dem Weibe
- 1922: Herzog Ferrantes Ende
- 1922: Monna Vanna
- 1923: Der Schatz der Gesine Jakobsen
- 1924: Lebende Buddhas
- 1925: Die Motorbraut
- 1925: Die Frau mit dem Etwas
- 1925: Die Kleine vom Bummel
- 1925: Leidenschaft
- 1926: Prinzessin Trulala
- 1927: Durchlaucht Radieschen
- 1927: Eheferien

### Guionista
- 1924: Lebende Buddhas
- 1925: Leidenschaft
- 1925: Liebe und Trompetenblasen
- 1926: Das Mädel auf der Schaukel
- 1926: Die keusche Susanne
- 1926: Prinzessin Trulala
- 1927: Die tolle Lola
- 1927: Durchlaucht Radieschen
- 1927: Die Leibeigenen
- 1928: Das Girl von der Revue
- 1931: Trara um Liebe

## Selección de su obra
- Der ungetreue Eckehart (estrenada en 1913 en Königsberg)
- Lehmanns Kinder (estreno en 1915 en Leipzig)
- Heinz hustet; Fridolin, das Wunderkind; So war’s einmal (estreno en 1916 en Leipzig)
- Wie fessle ich meinen Man? (estreno en 1917 en Hamburgo)
- Das Extemporale (estreno en 1917 en Hamburgo y Dresde)
- Eheringe (estreno en 1921 en Hanau)
- Die Mausefalle (estreno en 1921 en Hanau)
- Irrgarten der Liebe (estreno en 1925 en Leipzig)
- Das Spiel mit dem Feuer (estreno en 1927 en Bremen)
- Die doppelte Rosita (estreno en 1931)
- Das Mäuschen im Hause Frensen (estreno en 1932 en Bad Reichenhall)